# Steal My Melody
Steal My Melody är 2006 års Idolvinnare Markus Fagervalls andra  album, som släpptes onsdagen den 15 oktober 2008.
Fagervall har varit inblandad i alla delar av produktionen.

## Låtlista
1. Close But No Cigar
2. Sun In My Eyes
3. Can You Feel It
4. You Will Sing
5. Walls
6. She
7. Again
8. Killing Time
9. Undercover Superhero
10. If You Don't Mean It
11. Walking Away

## Singlar
- 10 september 2008 - If you don't mean it

## Medverkande
- Markus Fagervall - sångare
- Erik Zettervall - gitarr
- Joel Lindberg - bas
- Johan Lundström - trummor, slagverk
- Joel Sjödin - piano, synt, programmering
- Patrik Berger - producent

## Listplaceringar
| Lista (2008-2009) | Topplacering |
| ----------------- | ------------ |
| Sverige           | 11           |

### Fotnoter
1. ↑  ”Steal My Melody”. Svensk mediedatabas. 1 mars 2008. http://smdb.kb.se/catalog/id/002441449. Läst 21 november 2014.
2. ↑  ”Steal My Melody”. Swedishcharts. 1 mars 2008. http://www.swedishcharts.com/showitem.asp?interpret=Markus+Fagervall&titel=Steal+My+Melody&cat=a. Läst 16 november 2012.